# Hans-Jürgen Jakobs

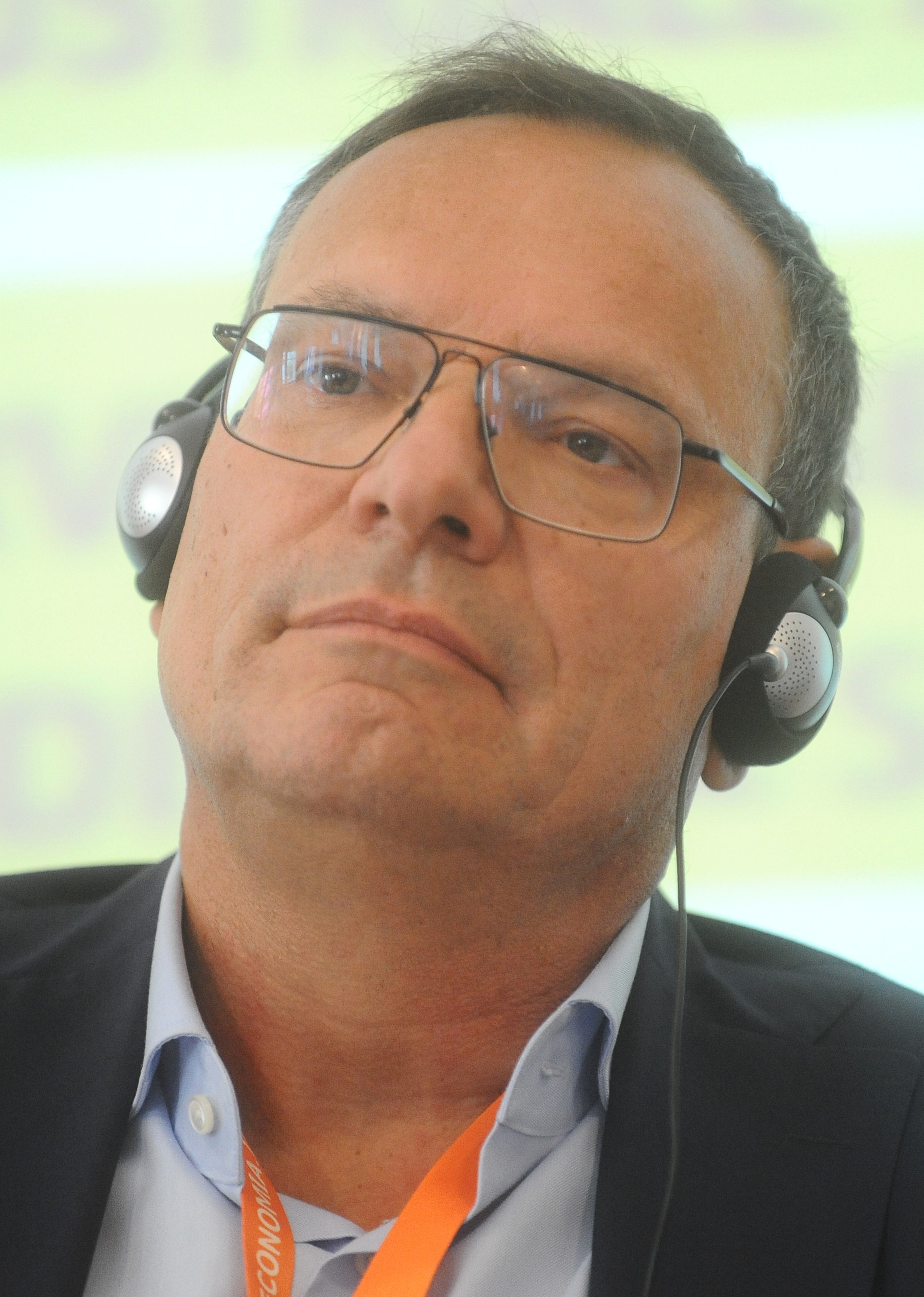
Hans-Jürgen Jakobs, 2016

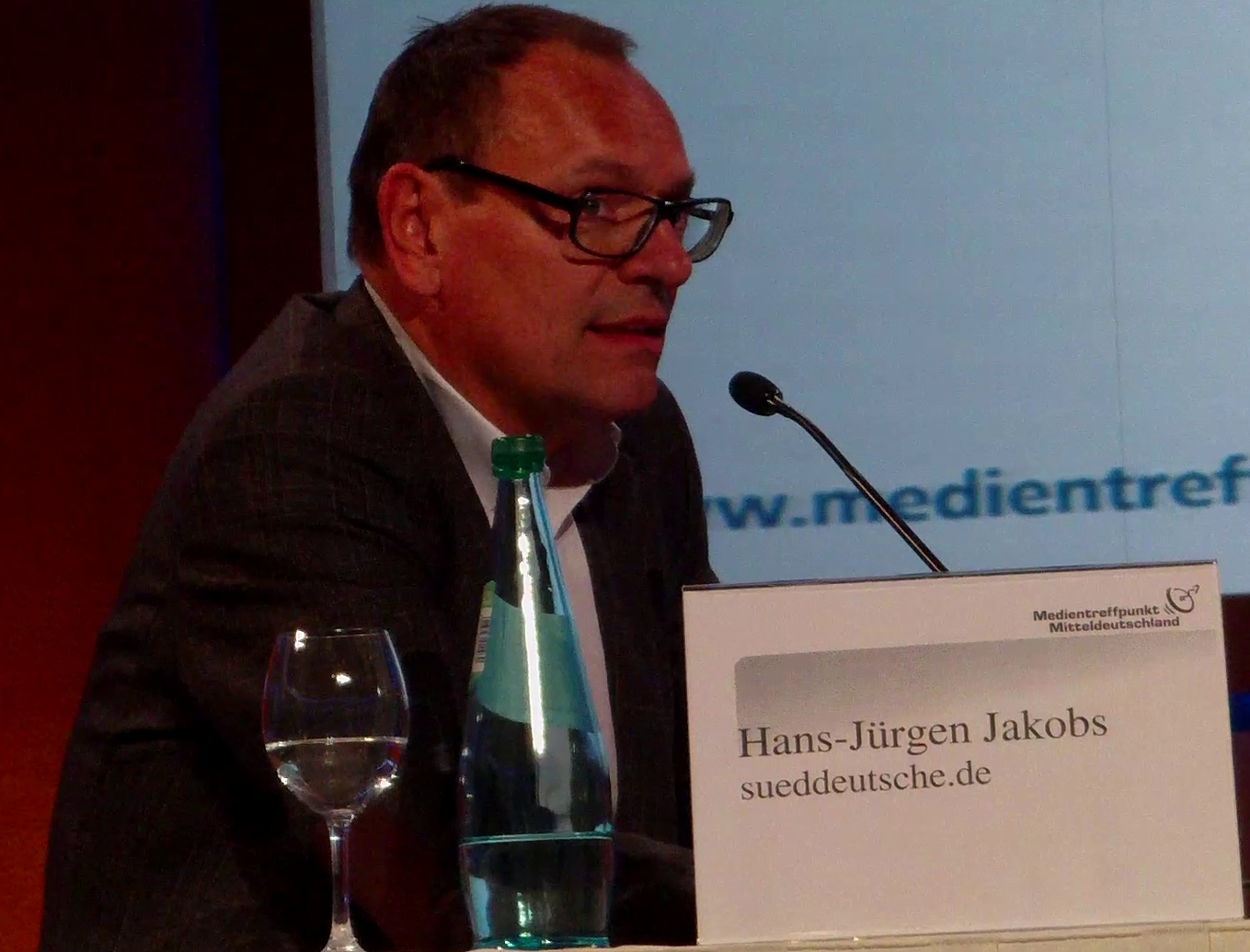
Hans-Jürgen Jakobs im Mai 2010

Hans-Jürgen Jakobs (* 28. Oktober 1956 in Wiesbaden) ist ein deutscher Wirtschaftsjournalist.

## Leben
Nach dem Abitur absolvierte Jakobs ein Studium der Volkswirtschaftslehre an der Johannes Gutenberg-Universität Mainz. Nach dem Abschluss volontierte er bei der Mainzer Allgemeinen Zeitung und beim Wiesbadener Tagblatt. Von 1986 bis 1989 war er bei der Verlagsgruppe Handelsblatt in Düsseldorf beschäftigt, zunächst als Redakteur für ZV+ZV und dann als Chefredakteur von Copy.
Danach übernahm er für drei Jahre die Leitung des Wirtschaftsressorts der Münchner Abendzeitung. Von 1993 bis 2001 war er Redakteur des Nachrichtenmagazins Spiegel in Hamburg.
Von 2001 bis 2006 war Hans-Jürgen Jakobs der Leiter des Medienressorts der Süddeutschen Zeitung in München. Von 2007 bis 2010 war er Chefredakteur von deren Online-Ausgabe. Ab 2011 war er Leiter der Wirtschaftsredaktion der Süddeutschen Zeitung. Von dort ging Jakobs zur Wirtschaftszeitung Handelsblatt, wo er zum 1. Januar 2013 die Chefredaktion übernahm. Seit Januar 2016 ist Jakobs Senior Editor der Wirtschaftszeitung in München. Vom Februar 2018 bis zum 20. Oktober 2022 war er Herausgeber des Podcasts Handelsblatt Morning Briefing.
Jakobs ist verheiratet.

## Publikationen
- 1990: Augstein, Springer & Co.: deutsche Mediendynastien, Orell Füssli, Zürich, Wiesbaden ISBN 3-280-01963-X  (gemeinsam mit Uwe Müller)
- 1991: Rudolf Augstein, Heyne Verlag, München ISBN 3-453-05114-9 (gemeinsam mit Uwe Müller)
- 1991: Edzard Reuter, Heyne Verlag, München ISBN 3-453-05121-1
- 2004: Das Gewissen ihrer Zeit: fünfzig Vorbilder des Journalismus, Picus Verlag, Wien ISBN 3-85452-478-1
- 2008: Geist oder Geld: Der große Ausverkauf der freien Meinung, Pendo Verlag, München ISBN 3-86612-158-X
- 2016: Wem gehört die Welt? Die Machtverhältnisse im globalen Kapitalismus. Knaus, München, ISBN 978-3-8135-0736-2.
- 2022: Das Monopol im 21. Jahrhundert. Wie private Unternehmen und staatliche Konzerne unseren Wohlstand zerstören. Deutsche Verlags-Anstalt, München, ISBN 978-3-421-04898-1.

## Auszeichnungen
- 2001: Bert-Donnepp-Preis – Deutscher Preis für Medienpublizistik –